# Sainte-Marguerite (Haute-Loire)
Sainte-Marguerite (okzitanisch gleichlautend) ist eine französische Gemeinde mit 37 Einwohnern (Stand: 1. Januar 2022). Sie liegt im Département Haute-Loire in der Region Auvergne-Rhône-Alpes (vor 2016 Auvergne) und gehört zum Arrondissement Brioude sowie zum Kanton Pays de Lafayette. 

## Geographie
Sainte-Marguerite liegt etwa 30 Kilometer nordwestlich von Le Puy-en-Velay. 
Umgeben wird Sainte-Marguerite von den Nachbargemeinden Collat im Norden und Nordosten, Josat im Osten, Mazerat-Aurouze im Süden und Südwesten sowie Chassagnes im Westen.

## Bevölkerungsentwicklung
| Jahr                       | 1962 | 1968 | 1975 | 1982 | 1990 | 1999 | 2006 | 2011 | 2017 |
| Einwohner                  | 65   | 65   | 48   | 42   | 38   | 37   | 32   | 38   | 43   |
| Quellen: Cassini und INSEE |      |      |      |      |      |      |      |      |      |

## Sehenswürdigkeiten
- Kirche Saint-Étienne